# 스테파니 (대한민국의 가수)
스테파니(본명: 스테파니 보경 킴, 1987년 10월 16일 ~ )는 미국의 가수이자, 뮤지컬 배우, 발레리나이다.

## 학력
- 한국예술종합학교 무용과 (졸업)

## 이력
그녀는 2005년부터 SM 엔터테인먼트 소속 4인조 여성 음악 그룹 천상지희 더 그레이스의 멤버로 활동했다. 2008년 일본에서의 천상지희 더 그레이스 투어콘서트 준비를 하다가 부상을 당해 천상지희 더 그레이스로서의 활동을 잠시 중단하고 휴식기를 가졌다.
부상이 회복된 후 2010년 한국예술종합학교 무용과를 졸업하였으며, 2011년에는 LA발레단에 입단하여 주연을 맡고 월드투어 공연을 하였다. 또한 매일 오후 8시 방송되는 아리랑 라디오의 프로그램인 Sound K의 DJ로 활동 중이다.
SM 엔터테인먼트 소속으로 2012년 김창환 프로듀서의 미디어라인과 제휴하여 디지털싱글 The New Beginning을 발매하여 활동하였고, 2014년부터는 마피아레코드와 제휴하여 2015년에 《Prisoner》를 발매했다.

## 음반 목록
솔로 음반 목록
- 2012: 《The New Beginning》
- 2015: 《Top Secret》
- 2016: 《Tomorrow》
- 2019: 《Man On The Dance Floor》

그룹 음반 목록

## 음반 외 활동
뮤직비디오
- 2006년 강타&바네스 《127DAY》 뮤직비디오 출연

영화
- 2009년 스바루 《발레리나》 김씨役 카메오 출연

드라마
- 2016년 《한 번 더 해피엔딩》 - 봉봉미 역 (특별출연)
- 2017년 《내성적인 보스》 - 박 실장 역
- 2019년 《악마가 너의 이름을 부를 때》 (특별출연)

뮤지컬
- 2013년 《오! 당신이 잠든 사이》 정숙자 役
- 2019년 《잭 더 리퍼》 글로리아 役

공연
- 2011년 LA발레단 《호두까기 인형》

라디오 DJ
- 2014년 아리랑 라디오 《Super KPOP》 진행
- 2014년 아리랑 라디오 《Sound K》 진행

TV 방송
- 2016년 《미스터리 음악쇼 복면가왕》 참가자(출발! 비디오 여행!)
- 2016년 《GO독한 사제들》
- 2016년 《비디오스타》
- 2017년 《아이돌학교》